# 102. pr. Kr.
◄ | 3. stoljeće pr. Kr. | 2. stoljeće pr. Kr. | 1. stoljeće pr. Kr. | ►
◄ | 130-ih pr. Kr. | 120-ih pr. Kr. | 110-ih pr. Kr. | 100-ih pr. Kr. | 90-ih pr. Kr. | 80-ih pr. Kr. | 70-ih pr. Kr. | ►
◄◄ | ◄ | 105. pr. Kr. | 104. pr. Kr. | 103. pr. Kr. | 102 pr. Kr. | 101. pr. Kr. | 100. pr. Kr. | 99. pr. Kr. | ► | ►►
Astronomija

## Događaji
- Bitka kod Akve Sekstije protiv Teutonaca.

## Rođenja
- 12. srpnja ili 13. srpnja – Gaj Julije Cezar, Rimski general i političar (moguće da je rođen i 100. pr. Kr.)